# BR-319
BR-319 je 885 kilometrů dlouhá silnice, která spojuje brazilská města Manaus (Amazonas) a Porto Velho (Rondônia). Prochází tedy Amazonským pralesem. Z Manaus vede jihovýchodním směrem. Z manauského přístavu Porto de Ceasa vede přes Amazonku přívoz, končící v obci Careiro da Várzea na druhém břehu. Následně cesta vede jihozápadním směrem regionem mezi řekami Purus a Madeira. Silnice byla otevřena v roce 1973, tedy pět let po zahájení prací. Velmi rychle se však zhoršoval její stav, až byla roku 1988 prohlášena nesjízdnou. Roku 2005 brazilská vláda oznámila, že bude silnice postupně opravována.